# وی۳۸۵ زن برزنجیر
وی۳۸۵ زن برزنجیر یک ستاره است که در صورت فلکی آندرومدا قرار دارد.